# Engenheiro Coelho (kommun)
Engenheiro Coelho är en kommun i Brasilien.   Den ligger i delstaten São Paulo, i den sydöstra delen av landet, 700 km söder om huvudstaden Brasília. Antalet invånare är 15 719.
Följande samhällen finns i Engenheiro Coelho:
- Engenheiro Coelho

Omgivningarna runt Engenheiro Coelho är en mosaik av jordbruksmark och naturlig växtlighet. Runt Engenheiro Coelho är det ganska tätbefolkat, med 230 invånare per kvadratkilometer.